# Ярошув (Нижньосілезьке воєводство)
Ярошув (пол. Jaroszów, нім. Järischau) — село в Польщі, у гміні Стшеґом Свідницького повіту Нижньосілезького воєводства.
Населення — 2020 осіб (2011).
У 1975-1998 роках село належало до Валбжиського воєводства.

## Демографія
Демографічна структура станом на 31 березня 2011 року:
|          | Загалом | Допрацездатний вік | Працездатний вік | Постпрацездатний вік |
| -------- | ------- | ------------------ | ---------------- | -------------------- |
| Чоловіки | 1012    | 198                | 750              | 64                   |
| Жінки    | 1008    | 191                | 646              | 171                  |
| Разом    | 2020    | 389                | 1396             | 235                  |